# You and I (canción de Scorpions)
«You and I» es una canción de la banda alemana de hard rock y heavy metal Scorpions, publicada como sencillo en 1996 por East West Records. Escrita íntegramente por Klaus Meine, apareció como la décima pista del álbum de estudio Pure Instinct (1990). Considerada como una power ballad de hard rock, incluye guitarras acústicas, un clímax dramático e influencias del pop de los años sesenta.
Una vez que salió al mercado como sencillo, «You and I» logró posiciones medias en varias listas europeas; por ejemplo, alcanzó la cuarta posición en la de República Checa. Asimismo, ingresó en cuatro de los recuentos continentales desarrollados por la revista Music & Media, de las cuales destacaron la quinta posición lograda en el Border Breakers Chart y la novena en el Adult Contemporary Europe Top 50. 
La banda ha interpretado la canción en varias oportunidades en vivo en sus giras de conciertos. Además, en el año 2000 grabaron una versión sinfónica junto con la Orquesta Filarmónica de Berlín para el disco Moment of Glory. Al año siguiente, la arreglaron en formato acústico para la producción unplugged Acoustica.

## Composición y grabación
Escrita íntegramente por el vocalista Klaus Meine, «You and I» es una power ballad «empalagada de la senda del pop de los sesenta», según el crítico Martin Popoff. Por su parte, la revista Music & Media la definió como una balada de hard rock repleta de guitarras acústicas y con un clímax dramático. Al igual que las demás canciones que integran Pure Instinct, su grabación se realizó entre 1995 y 1996 en los estudios Scorpio Sound de Hannover, Wisseloord de Hilversum y Magic Moments de los Países Bajos. Además de fungir como coproductor junto con Scorpions, Erwin Musper también realizó la mezcla en Wisseloord, mientras que la masterización la ejecutó George Marino en los estudios Sterling Sound de Nueva York.

## Lanzamiento y portada
«You and I» se publicó el 29 de marzo de 1996 a través de East West Records, únicamente en Europa y Asia. La edición casete cuenta con una versión recortada de 4:21 minutos titulada «mezcla sencillo» y como lado B posee «She's Knocking at My Door», una canción de rock escrita por Meine y Rudolf Schenker que posteriormente figuró como bonus track en la versión japonesa de Pure Instinct. En cambio, el disco compacto posee la versión recortada, «She's Knocking at My Door» y la versión del álbum de «You and I».
La portada la creó la oficina de diseño Mainartery de Londres y la fotografía la tomó Vincent McDonald. La imagen muestra a un hombre desnudo rodeado por una serpiente y siendo abrazado por una mujer también desnuda. Situados sobre un piso lleno de manzanas mordidas y con el hombre sosteniendo en su mano derecha una sin morder, posee claras referencias a Adán y Eva y al fruto prohibido del árbol del conocimiento del bien y del mal.

## Recepción comercial
Una vez en el mercado, «You and I» logró posiciones medias en varias listas europeas. Para la semana del 10 de junio de 1996 alcanzó el puesto 22 en el Media Control Charts de Alemania y estuvo un total de diecinueve semanas en la lista. Por su parte, en agosto del mismo llegó hasta la cuarta casilla en la lista de sencillos de República Checa. En Francia se situó en el puesto 23 en el French Singles Chart, y terminó el año como el nonagésimo primer sencillo más exitoso, con ventas que superaron las 50 000 copias. En los demás países europeos, «You and I» consiguió las posiciones 23 en el Schweizer Hitparade de Suiza, 34 en el Ö3 Austria Top 40 de Austria, 37 en el Sverigetopplistan de Suecia y 39 en el LP3 Chart de Polonia.
En cuanto a las listas europeas desarrolladas por la revista Music & Media, «You and I» obtuvo los puestos 9 en el Adult Contemporary Europe Top 50 y 44 en el European Hot 100 Singles. Mientras que en los recuentos de airplay se situó en la quinta posición del Border Breakers Chart y en la vigésima cuarta del Euro Hit Radio Top 40. Por otro lado, después de que se lanzó en Canadá consiguió el puesto 93 en el Top 100 Singles de la revista RPM.

## Lista de canciones
| Versión casete |                               |                 |          |  |
| N.º            | Título                        | Escritor(es)    | Duración |  |
| 1.             | «You and I» (mezcla sencillo) | Meine           | 4:21     |  |
| 2.             | «She's Knocking at My Door»   | Schenker, Meine | 3:20     |  |

| Versión disco compacto |                                 |                 |          |  |
| N.º                    | Título                          | Escritor(es)    | Duración |  |
| 1.                     | «You and I» (mezcla sencillo)   | Meine           | 4:21     |  |
| 2.                     | «She's Knocking at My Door»     | Schenker, Meine | 3:20     |  |
| 3.                     | «You and I» (versión del álbum) | Meine           | 6:13     |  |

## Posicionamiento en listas musicales
| País/Continente | Lista (1996)                     | Posición |
| --------------- | -------------------------------- | -------- |
| Alemania        | Media Control Charts             | 22       |
| Austria         | Ö3 Austria Top 40                | 34       |
| Canadá          | RPM Top 100 Singles              | 93       |
| Europa          | Adult Contemporary Europe Top 50 | 9        |
| Europa          | Border Breakers Chart (airplay)  | 5        |
| Europa          | European Hot 100 Singles         | 44       |
| Europa          | Euro Hit Radio Top 40            | 24       |
| Francia         | French Singles Chart             | 23       |
| Polonia         | LP3 Chart                        | 39       |
| República Checa | IFPI - CZ Singles                | 4        |
| Suecia          | Sverigetopplistan                | 37       |
| Suiza           | Schweizer Hitparade              | 23       |

| País/Continente | Lista (1996)                    | Posición |
| --------------- | ------------------------------- | -------- |
| Europa          | Border Breakers Chart (airplay) | 17       |
| Francia         | French Singles Chart            | 91       |

## Créditos
| - Klaus Meine: voz - Rudolf Schenker: guitarra eléctrica - Matthias Jabs: guitarra eléctrica - Ralph Rieckermann: bajo - Curt Cress: batería (músico de sesión) | - Scorpions y Erwin Musper: producción - Erwin Musper: mezcla - George Marino: masterización - Mainartery: diseño y dirección de arte de la portada - Vincent McDonald: fotografía |

- Fuente: Folleto de notas de la versión disco compacto de «You and I».[3]